# Gladstone-Preis
Der Gladstone-Preis (engl. Gladstone Prize) war ein jährlich von der Royal Historical Society (RHS) verliehener Preis für das beste Buch über überwiegend nicht-britische Geschichte eines Jahres. Es sollte das erste Buch des Autors über dieses Gebiet sein. Der Preis war nach William Ewart Gladstone benannt und war mit 1000 Pfund dotiert (Stand 2015).
Bis 2013 bezog sich das Jahr des Preises auf den jeweiligen Wettbewerbszeitraum, wenn auch der Preis erst im Folgejahr vergeben wurde. Seit 2015 wurde als Jahr des Preises das Vergabejahr angegeben.
Beginnend mit dem Jahr 2025 gibt die RHS die Trennung zwischen britisch/irischer (Whitfield-Preis) und nicht-britisch/irischer Geschichte (Gladstone-Preis) auf und vergibt nur noch einen First Book Prize mit zwei Preisträgern jährlich.

## Preisträger
- 1997 Stuart Clark, Thinking with Demons: the idea of witchcraft in early modern Europe
- 1998 Patrick Major, The Death of the KPD: Communism and Anti-Communism in West Germany, 1945–1956
- 1999 Frances Stonor Saunders, Who Paid the Piper ? The CIA and the Cultural Cold War,
- 2000 Matthew Innes, State and Society in the Middle Ages: The Middle Rhine Valley, 400–1000
- 2001 Nora Berend, At the Gate of Christendom. Jews, Muslims and 'Pagans' in Medieval Hungary, c.1000–c.1300
- 2002 David Hopkin, Soldier and Peasant in French Popular Culture, 1766–1870, Guy Rowlands, The Dynastic State and the Army Under Louis XIV
- 2003 Norbert Peabody, Hindu Kingship and Polity in Precolonial India, Michael Rowe, From Reich to State: the Rhineland in the Revolutionary Age, 1780–1830
- 2004 Nikolaus Wachsmann, Hitler’s Prisons: Legal Terror in Nazi Germany
- 2005 Robert Foley, German Strategy and the Path to Verdun: Erich von Falkenhayn and the Development of Attrition, 1870–1850
- 2006 James E. Shaw, The Justice of Venice. Authorities and Liberties in the Urban Economy, 1550–1700
- 2007 Yasmin Khan, The Great Partition: the Making of India and Pakistan
- 2008 Caroline Dodds Pennock, Bonds of Blood: Gender, Lifecycle and Sacrifice in Aztec Culture
- 2009 Alice Rio, Legal Practice and the written word in the early Middle Ages. Frankish Formulae c. 500–1000
- 2010 Natalie A. Zacek, Settler society in the English Leeward Islands, c. 1670–1776
- 2011 Wendy Ugolini, Experiencing War as the 'Enemy Other': Italian Scottish Experience in World War II.
- 2012 Joel Isaac, Working Knowledge: Making the Human Sciences from Parsons to Kuhn.
- 2013 Sean A. Eddie, Freedom's Price: Serfdom, Subjection, & Reform in Prussia, 1648–1848.
- 2015 Andrew Arsan, Interlopers of Empire: The Lebanese Diaspora in Colonial French West Africa, Lucie Ryzova, The Age of the Efendiyya: Passages to Modernity in National-Colonial Egypt.
- 2016 Emma Hunter, Political Thought and the Public Sphere in Tanzania.
- 2017 Claire Eldridge, From Empire to Exile
- 2018 Matthew Champion, The Fullness of Time
- 2019 Duncan Hardy, Associative Political Culture in the Holy Roman Empire: Upper Germany, 1346–1521
- 2020 Caillan Davenport, A History of the Roman Equestrian Order
- 2021 Tom Stammers, The Purchase of the Past: Collecting Culture in Post-Revolutionary Paris, c.1790–1890
- 2022 Emily Bridger, Young Women Against Apartheid. Gender, Youth and South Africa’s Liberation Struggle
- 2023 Jennifer Keating, On Arid Ground: Political Ecologies of Empire in Russian Central Asia
- 2024 Somak Biswas, Passages through India. Indian Gurus, Western Disciples and the Politics of Indophilia, 1890–1940